# قرچک

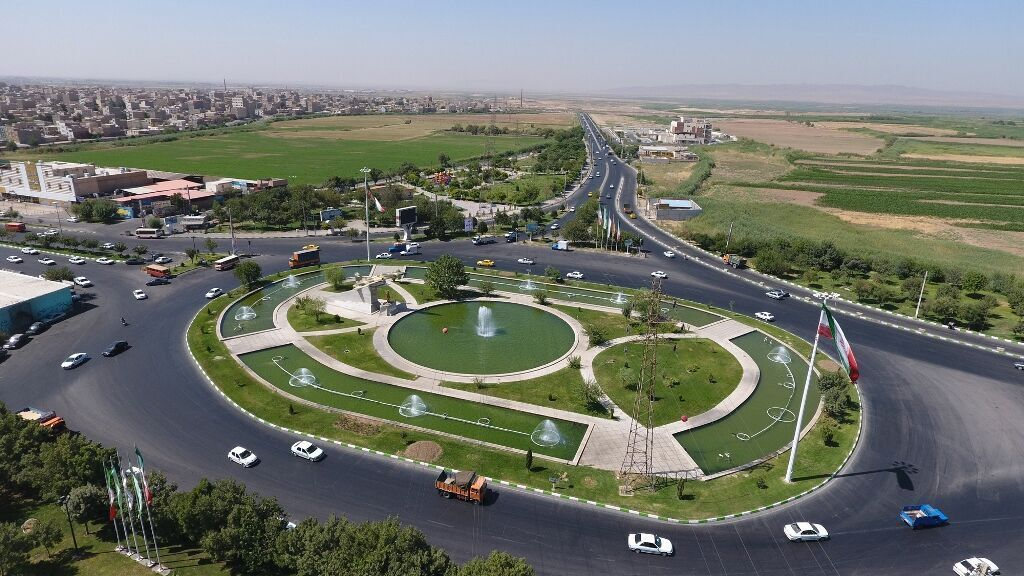
میدان شهید ستاری شهر قرچک

قَرچَک، مرکز شهرستان قرچک در جنوب شرق استان تهران است که در ۲۰ کیلومتری تهران واقع شده‌است. این شهرستان از سمت شمال شرق به شهرستان پاکدشت، از شرق و جنوب به شهرستان ورامین و از غرب نیز به شهرستان ری محدود است. این شهر به دلیل نزدیکی به تهران، سرریز جمعیت پایتخت را به خود جذب می‌کند . این شهر نسبت به ورامین هوای خنک تر و مطلوب تری دارد دمای این شهر از ۳۹ درجه در تابستان تا منفی ۱۳ درجه سانتیگراد در زمستان در نوسان است هر سال حداقل دو بار در این شهر برف میبارد. برای خواندن مطالب بیشتر به پنچره های پایین سری بزنید..

## پیشینه

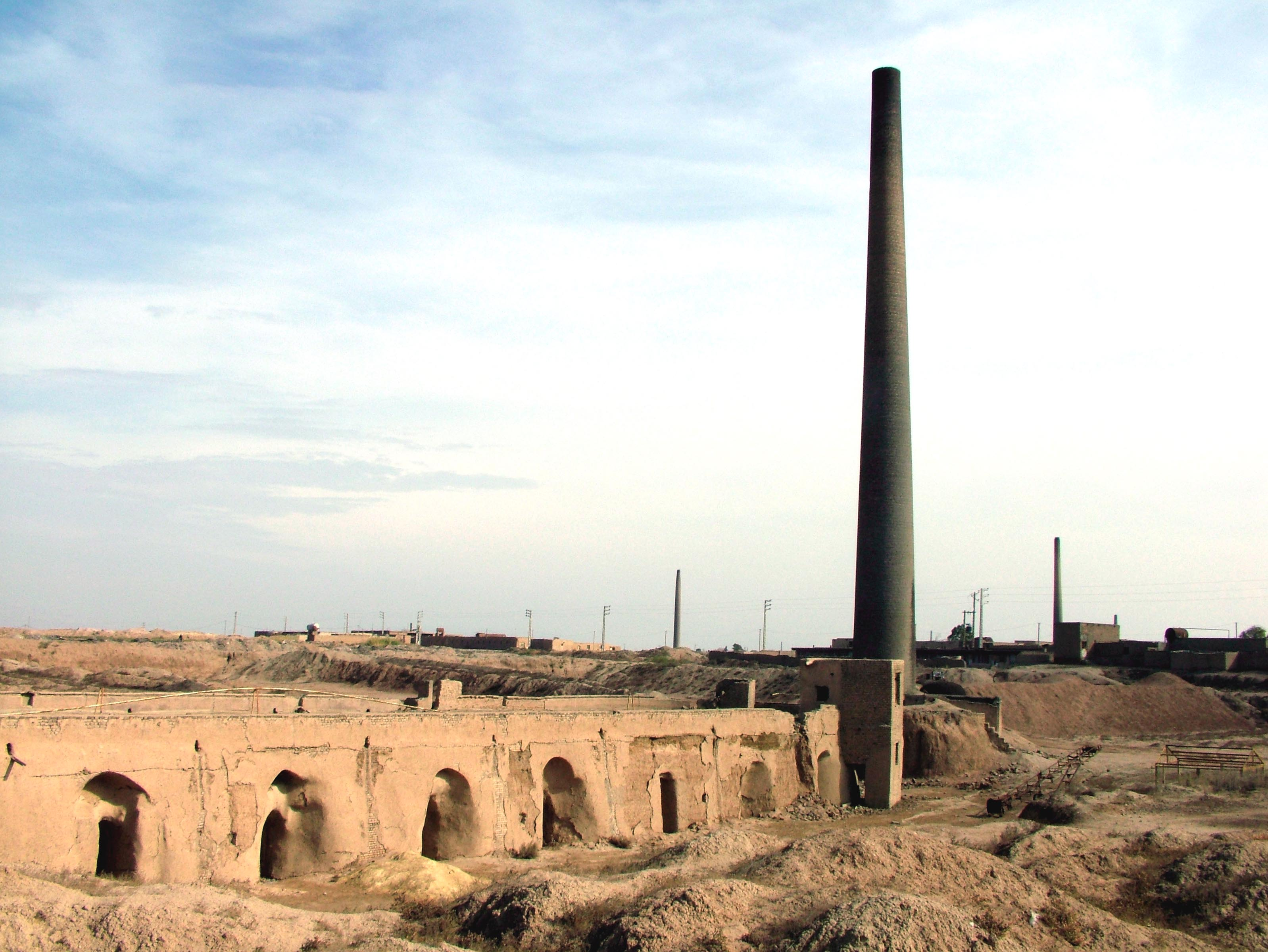
یکی از کوره‌های آجرپزی در قرچک

دلیل اصلی شکل‌گیری قرچک، کوره پزی‌های آن است. قرچک در سال ۱۳۵۵ به شهر تبدیل شد. چرایی اصلی گسترش آن، کوره‌پزخانه‌هایی بوده‌است که در این منطقه وجود دارد. قرچک به دلیل گونه خاک آن، همیشه مورد توجه صنعت تولید آجر و سفال بوده و به دلیل حفاری‌های انجام شده به همین منظور در شمال این شهر چاله‌هایی وجود دارد.
بیش از ۹۵ درصد جمعیت این شهر مهاجرانی همچون ترک ها، لرها، کردها، کرمانج‌های خراسان، خراسانی‌ها و مردمان شمال ایران هستند.
در دوران جنگ ایران و عراق نیز محله‌هایی از این شهر میزبان شیعیان عراقی بود که به ایران مهاجرت کرده بودند. در قرچک مهاجران محله خاص خود را دارند که ذیل اسم مسجد، نام منطقه‌ای که مردم آن محله از آنجا مهاجرت نموده‌اند، نوشته شده‌است.
راه‌آهن سراسری تهران-مشهد، جنوب این شهر را به صورت کلی طی می‌کند و مانع پیشروی این شهر به سمت جنوب شده‌است.

## تپه باستانی پردیس
در دو کیلومتری شمال شهرستان قرچک و در نزدیکی روستای پردیس و همجوار با کوره‌های آجرپزی، تپه ای هفت هزار ساله خودنمایی می‌کند که تاریخ تمدن عصر آهن را در خود جای داده‌است.
به گفته بسیاری از باستان شناسان و محققانی که در تپه پردیس فعالیت کرده‌اند، این منطقه یکی از قدیمی‌ترین آثار تاریخی است که تمدن بشری را در عصری نشان می‌دهد که انسان با درک صحیح از زندگی گروهی، به ساخت ابزارهای زندگی متمدن روی آورده‌است.
قدمت تپه پردیس را با تپه سیلک کاشان سنجیده‌اند و در اصل آثار کشف شده در این مکان تاریخی، هویتی جدید به دشت ورامین و حتی تهران بخشیده‌است.
در نخستین کاوش‌های صورت گرفته در سال ۱۳۸۳ به سرپرستی دکتر فاضلی نشلی استاد دانشگاه تهران، آثاری از هزاره‌های چهارم، پنجم و ششم قبل از میلاد کشف شد، آثاری از جمله سفال‌های زیبا و متنوع که بسیاری از این آثار موزه‌های ایران و جهان خودنمایی می‌کند.
کاوش‌هایی که در این تپه صورت گرفت مشخص شده که تپه باستانی پردیس قرچک متعلق به هزاره‌های پنجم و ششم پیش از میلاد بوده که آثاری از تمدن عصر آهن در آن یافت شده‌است.
کشف بسیاری از کوره‌های متعدد تولید سفال، پیدا شدن چرخ سفالگری با استوانه ای از شاخ حیوانات و نخستین کانال آب کشور در تپه پردیس قرچک متعلق به دوره سیلک دو، هزاره پنجم پیش از میلاد جامعه باستان‌شناسی فلات مرکزی را با اسرار بسیاری از زندگی آن دوران روبرو کرد. 
تپه باستانی پردیس از دو قسمت تپه مرکزی و گورستان عصر آهن تشکیل شده که این گورستان به هزاره قبل از میلاد تعلق دارد.
هرچند که در ابتدای اجرای عملیات کاوش در این تپه باستانی تصور می‌شد که این منطقه به یکی از مهم‌ترین آثار و جاذبه‌های گردشگری و تاریخی استان تهران و کشور تبدیل شود و در ابتدا نیز اقداماتی در حفاظت و حراست از آن صورت گرفت ولی درسال‌های اخیرتوجه ویژه ای به آن صورت نگرفته و حضور گردشگران نوروزی می‌تواند رونق را بار دیگر به این منطقه بازگرداند.
تپه باستانی پردیس قرچک به شماره ۹۴۹۱ جزو آثار تاریخی کشور به ثبت رسیده‌است.

## جمعیت‌شناسی
در سرشماری سال ۱۳۹۰ جمعیت شهری: ۱۹۱۵۸۸ نفر
زنان: ۹۳۹۱۰ نفر
مردان: ۹۷۶۷۸ نفر
و در آخرین سرشماری در سال ۱۳۹۵ کل جمعیت شهرستان قرچک ۲۶۹۱۵۸ نفر که ۱۳۸٬۲۴۹ را مردان و تعداد ۱۳۰٬۸۸۹ را زنان تشکیل می‌دهد. همچنین این شهرستان دارای ۷۹٬۸۵۳ خانوار می‌باشد.

### موقعیت
شهرستان قرچک در ۲۰ کیلومتری جنوب شرق تهران واقع شده‌است. این شهرستان از سمت شمال شرق به شهرستان پاکدشت، از شرق، جنوب شرق و جنوب به شهرستان ورامین، از جنوب غربی، غرب و شمال غربی نیز به شهرستان ری محدود می‌باشد.
بخش‌ها
- بخش قرچک:

شهرها
- قرچک
- باقرآباد
- زیباشهر
- شهرک‌ها

▪شهرک امام علی
•مخابرات
▪شهرک الحدید
▪شهرک گلها
▪شهرک الغدیر
▪شهرک کارگر
▪شهرک فرهنگیان
▪شهرک امام حسن
▪شهرک زیتون
▪شهرک طلائیه 
- دهستان:
- دهستان محمدآباد
- دهستان ولی آباد
- شاه آبادی
- داود آباد

روستاها
- فردیس
- قشلاق جیتو
- قشلاق مشهدی ابوالحسن
- قشلاق مشهدی محمد
- قشلاق داود آباد
- امین آباد
- صالح آباد

## زیرساخت و ترابری
شهر دارای بیمارستان شهید ستاری است.
در زمینه ترابری، اتوبوس و تاکسیرانی فعال هستند اما بیشتر وسایل عمومی مانند مینی بوسها و اتوبوسها فرسوده هستند.اتوبوسها بیشتر خط قرچک- شهرری (جوانمرد قصاب) را و مینی بوس‌ها دو خط قرچک- شهرری و قرچک- میدان شوش را تامین می کنند اما وسیلۀ عمومی برای رفتن به خاوران و سه راه افسریه و دیگر نقاط وجود ندارد. متاسفانه به دلایل متفاوتی ایستگاه متروی قرچک واقع در شهرک طلاییه که باید در سال 1393 افتتاح می شد، از همان سال رها شده است و قرچک ایستگاه مترو ندارد. به دلیل کمبود وسایل عمومی پرسرعت و به روز، متاسفانه یکی از مشکلات مردم، پرداخت هزینه های زیاد برای رفت و آمد به تهران و حاضر شدن درمحل کار است.

## گردشگری و جاذبه‌ها
- تپه هفت هزار سالهٔ فردیس[۳][۴]
- تپه میل پوئینک
- روستای تاریخی داودآباد
- پل باقرآباد: این پل بر روی رودخانه جاجرود واقع شده‌است. کفن پوشان ورامین در سال ۱۳۴۲ نزدیک این پل کشته شدند. در نزدیکی این پل، کانالی با خشت و گل وجود دارد که توسط آن کانال آب را از زیر رودخانه عبور داده‌اند.
- امام زاده بی بی زبیده قرچک

## محله‌ها
محله‌های قدیمی: باقرآباد، داودآباد، روستای محمدآباد اعلاء، محمدآباد، منبع آب، مخابرات، فردیس، «قشلاق جیتو» شاهسوندا و هداوندا، زیباشهر، باهنر و امین آباد
محله‌های جدید:شهرک امام علی ، شهرک طلائیه، فرهنگیان، الحدید، یاس سفید ، آریاشهر، کارگر، گلها، محمودیه ، امام حسن و زیتون، شهرک الهیه و شهرک کمیل

## باشگاه‌های ورزشی

### باشگاه‌های قرچک
اولین مدال آور پارالمپیکی شهر محمد خالقی در رشته والیبال نشسته در المپیک پکن ۲۰۰۸ و نقره لندن ۲۰۱۲ بوده.
- باشگاه فوتبال ستاره ساز سایا: یکی از باشگاه های فعال فوتبال در شهرستان قرچک است که از سال ۱۴۰۱ فعالیت خود را آغاز کرد و یکی از باشگاه های نو با کادر فنی مجرب می‌باشد.[۶]
- باشگاه فوتسال شهید منصوری قرچک: یکی از باشگاه‌های فعال فوتسال در کشور ایران است که هم‌اکنون در لیگ برتر فوتسال ایران که بالاترین سطح فوتسال در ایران می‌باشد، به رقابت با دیگر تیم‌ها می‌پردازد. بازی‌های خانگی شهید منصوری و تمرین‌های تیمی در سالن ورزشی شهدای هفتم تیر تیر که متعلق به اداره ورزش و جوانان شهرستان قرچک می‌باشد برگزار می‌شود و در سال ۱۳۹۵ توسط مدیر عامل باشگاه کریم منصوری به دانشگاه آزاد فروخته شد و از صحنه رقابت‌های ورزشی خارج شدند - باشگاه مقاومت قرچک که در رده بزرگسالان و امید در لیگ دسته دو کشور فعالیت می‌نماید و از سال ۱۳۹۲ به جمع خانواده ورزش شهرستان وارد شده‌است در سال ۱۳۹۵ به لیگ دسته یک کشور صعود نمودند و در سال ۹۶ به لیگ برتر فوتسال ایران صعود کردند.
- باشگاه فوتسال مقاومت قرچک: از سال ۱۳۹۲ فعالیت خود را شروع نمود و در سال ۱۳۹۶ به لیگ برتر صعود کرد.